# Gianna Malisani
Gianna Malisani (Udine, 7 febbraio 1954) è una politica italiana.

## Biografia

### Elezione a deputato
Alle elezioni politiche del 2013 viene eletta deputata della XVII legislatura della Repubblica Italiana per il Partito Democratico.